# Aechmanthera claudiae
Aechmanthera claudiae là một loài thực vật có hoa trong họ Ô rô. Loài này được Bernardi mô tả khoa học đầu tiên năm 1963.